# Lithobius proximus
Lithobius proximus – gatunek parecznika z rzędu drewniakokształtnych i rodziny drewniakowatych. Palearktyczny, rozprzestrzeniony od północno-wschodniej Polski (Wigierski Park Narodowy) i środkowej Ukrainy przez Ural i Syberię po Sachalin i Wyspy Kurylskie. Eurybiont, rozsiedlony od tundry górskiej  i tajgi przez lasy strefy umiarkowanej i lasostepy po stepy, jednak preferuje siedliska leśne, zwłaszcza wilgotne.

## Taksonomia
Gatunek ten opisany został po raz pierwszy w 1878 roku przez A. Sseliwanowa. Miejscem typowym jest Irkuck w azjatyckiej części Rosji. Zalicza się go do podrodzaju Ezembius, obejmującego formy o czułkach złożonych z około 20 członów i wyraźnie członowanych stopach pierwszych 13 par odnóży krocznych.

## Morfologia
Parecznik o ciele brązowym z ciemniejszą głową, w przypadku samców osiągającym od 12,8 do 15,2 mm, a w przypadku samic od 13 do 15,6 mm.
Stosunek długości głowy do jej szerokości wynosi od 0,9:1 do 1:1. Czułki składają się z 20, rzadziej 19 silnie wydłużonych członów i sięgają do wysokości ósmego tergitu, czyli połowy długości ciała. Wierzchołkowe człony czułków są od 3,4 do 3,7 raza dłuższe niż szerokie. Po obu stronach głowy występuje 9 lub 10 oczu prostych (w tym jedno większe od pozostałych), ustawionych w trzech lub czterech rzędach. Zaokrąglony narząd Tömösváry’ego ma taką samą średnicę jak sąsiadujące z nim oko proste.
Każde szczękonóże zaopatrzone jest w długie porodonty i 2 pary ostrych zębów. Coxosternum ma płytkie wcięcie środkowe i zaokrąglone krawędzie boczne. Tułów ma tergity pozbawione wyrostków tylno-bocznych. Tergity dziewiąty, jedenasty i trzynasty mają stosunkowo zaokrąglone listewki krawędziowe. Stosunek długości do szerokości tergitu szesnastego wynosi 1–1,1 : 1. Wszystkie odnóża kroczne mają stopy wyraźnie podzielone na dwa człony i zakończone pazurkami dodatkowymi. Pazurki dodatkowe występują również na ostatniej parze odnóży u obu płci.
Pary odnóży od dwunastej do piętnastej mają przy biodrach pory koksalne. U samca odnóża dwunastej pary mają 3 pory, a pozostałych par 3 lub 4. U samicy odnóża par dwunastej i trzynastej mają po 3 lub 4 pory, a pozostałych par po 4 pory. Odnóża piętnastej pary samca są zgrubiałe, a na wierzchu ich uda, goleni i pierwszego członu stopy biegnie rowek grzbietowy; ich pierwszy człon stopy w przypadku populacji uralskich jest zawsze od spodu spłaszczony. Gonopody samca są jednoczłonowe, zaopatrzone w 2 lub 3 szczecinki i skośnie ścięte na wierzchołku. Gonopody samicy są trójczłonowe, zwieńczone niezmodyfikowanym pazurkiem; pierwszy ich człon jest pozbawiony kolców, drugi ma od 6 do 8 kolców po stronie grzbietowej, a trzeci od 1 do 4 kolców, ustawionych w skośny rządek. Każdy z gonopodów samicy ma zwykle dwie ostrogi, znacznie rzadziej trafiają się okazy z jednym lub oboma gonopodami wyposażonymi w 3 ostrogi – wówczas trzecia ostroga jest mniejsza od pozostałych.
Najbardziej zbliżonym morfologią gatunkiem jest Lithobius sibiricus, który różni się brakiem cech płciowych na piętnastej parze odnóży samców i obecnością trzech dobrze wykształconych ostróg na gonopodach samic.

## Ekologia i występowanie
Gatunek palearktyczny, o europejsko-transsyberyjskim zasięgu, rozprzestrzeniony od północno-wschodniej Polski i środkowej Ukrainy przez Ural i Syberię po Sachalin i Wyspy Kurylskie.
W Polsce jego występowanie stwierdzono dopiero w 2019 na podstawie materiałów zbieranych w latach 2015–17. Jedynym znanym stanowiskiem w tym kraju jest Wigierski Park Narodowy na Pojezierzu Wschodniosuwalskim. W kraju tym jest on jedynym przedstawicielem swojego podrodzaju. Na Ukrainie odkryto go również dopiero w XXI wieku. Znany jest tam z dwóch stanowisk: Kaniowskiego rezerwatu przyrody na Nizinie Naddnieprzańskiej oraz Czernyj Lesu koło Kropywnycek na Wyżynie Naddnieprzańskiej. W Rosji gatunek ten jest liczniejszy. Znany z wielu stanowisk, położonych w Baszkortostanie, Republice Mari El, Tatarstanie, obwodzie kirowskim, obwodzie samarskim, obwodzie swierdłowskim, obwodzie permskim, obwodzie orenburskim, obwodzie czelabińskim, Ałtaju, okolicach Bajkału, Kraju Nadmorskim oraz wspominanych Sachalinu i Kurylów.
Na terenie Rosji jest gatunkiem eurytopowym, rozsiedlonym od tundry górskiej (notowany na rzędnych 2200 m n.p.m. w Kraju Ałtajskim) i tajgi przez lasy strefy umiarkowanej i lasostepy po stepy. Preferuje stanowiska leśne i pochodne, zwłaszcza wilgotne, ale podawany jest też z tak odmiennego siedliska jak gipsownia. Występuje w drzewostanach z dużym udziałem takich rodzajów jak świerk, sosna, brzoza, dąb i lipa. W dolinie rzeki Irtysz jest drugim najliczniejszym gatunkiem z całego rzędu drewniakokształtnych. W Wigierskim Parku Narodowym ograniczony jest niemal wyłącznie do typowego i trzcinnikowego grądu subkontynentalnego, gdzie należy do trzech współdominujących gatunków ściółkowych drewniakokształtnych wraz z Lithobius curtipes i drewniakiem widełkowcem.